# NGC 2370
NGC 2370 (również PGC 20955 lub UGC 3835) – galaktyka spiralna z poprzeczką (SBc), znajdująca się w gwiazdozbiorze Bliźniąt. Odkrył ją Albert Marth 10 listopada 1864 roku.